# المسيحية في أفغانستان
تُشكل المسيحية في أفغانستان ثاني أكثر الديانات إنتشاراً بين السكان بعد الإسلام، لا تعترف جمهورية أفغانستان الإسلامية بوجود المواطنين الأفغان المسيحيين، ولا يسمح قانونيًا للمواطنين الأفغان باعتناق المسيحية. على الرغم من عدم وجود قوانين واضحة تمنع التبشير، العديد من السلطات فضلًا عن معظم المجتمع الأفغاني يعارض التبشير على اعتبار أنه تتعارض مع معتقدات الإسلام. لا يوجد سوى كنيسة واحدة معترف بها قانونياً في أفغانستان وتقع داخل الحي الدبلوماسي في السفارة الإيطالية في العاصمة كابول، وليست مفتوحة للمواطنيين المحليين. وقدرّت مركز بيو للأبحاث عام 2010 أعداد المسيحيين من المواطنين والمقيمين والمغتربين في أفغانستان بحوالي 30,000 شخص.
تذكر العديد من المصادر أن هناك كنيسة سريّة تحت الأرض تتكون من مسيحيين أفغان محليين (وهم من خلفية إسلاميّة) والذين يعيشون في أفغانستان. ذكرت وزارة الخارجية الأمريكية أن تقديرات حجم هذه المجموعة يترواح ما بين 500 إلى 8,000 شخص. في حين قدرت لجنة الولايات المتحدة للحرية الدينية الدولية عام 2020 عدد معتنقي المسيحية في أفغانستان بين 10,000 إلى 12,000 شخص. يتوفر الكتاب المقدس كاملًا على شبكة الإنترنت في اللغة الداريَّة، والعهد الجديد متاح في لغة البشتون. ويمكن أيضا إصدار مطبوعات يمكن شراؤها خارج البلاد. هناك عدد من مجتمعات المسيحيين الأفغان التي تتواجد خارج البلاد، بما في ذلك المجتمعات المسيحية الأفغانية في الولايات المتحدة، والمملكة المتحدة، وكندا، والنرويج والنمسا.
الكنيسة الرومانية الكاثوليكية الرسميّة الوحيدة في البلاد تتواجد داخل السفارة الإيطاليّة والتي بنيت في سنة 1950، في حين تتواجد أيضًا مصليّات وكنائس أخرى أرثوذكسية. ويعود تواجد المسيحية في البلاد إلى توما الرسول، ومن خلال نشاط كنيسة المشرق التبشيري، والارساليّات اليسوعية في القرن السادس عشر، وقد تواجدت جالية أرمنيّة أرثوذكسيّة تاريخيّة في مدينة كابول منذ القرن السادس عشر حتى القرن الثامن عشر؛ ومنذ القرن العشرين بدأ نشاط الإرساليّات البروتستانتية في البلاد. يذكر أن السيدة الأولى السابقة رولا غني وزوجة الرئيس الرابع عشر لجمهورية أفغانستان أشرف غني هي مسيحية مارونية.

## تاريخ

### العصور المبكرة والوسطى

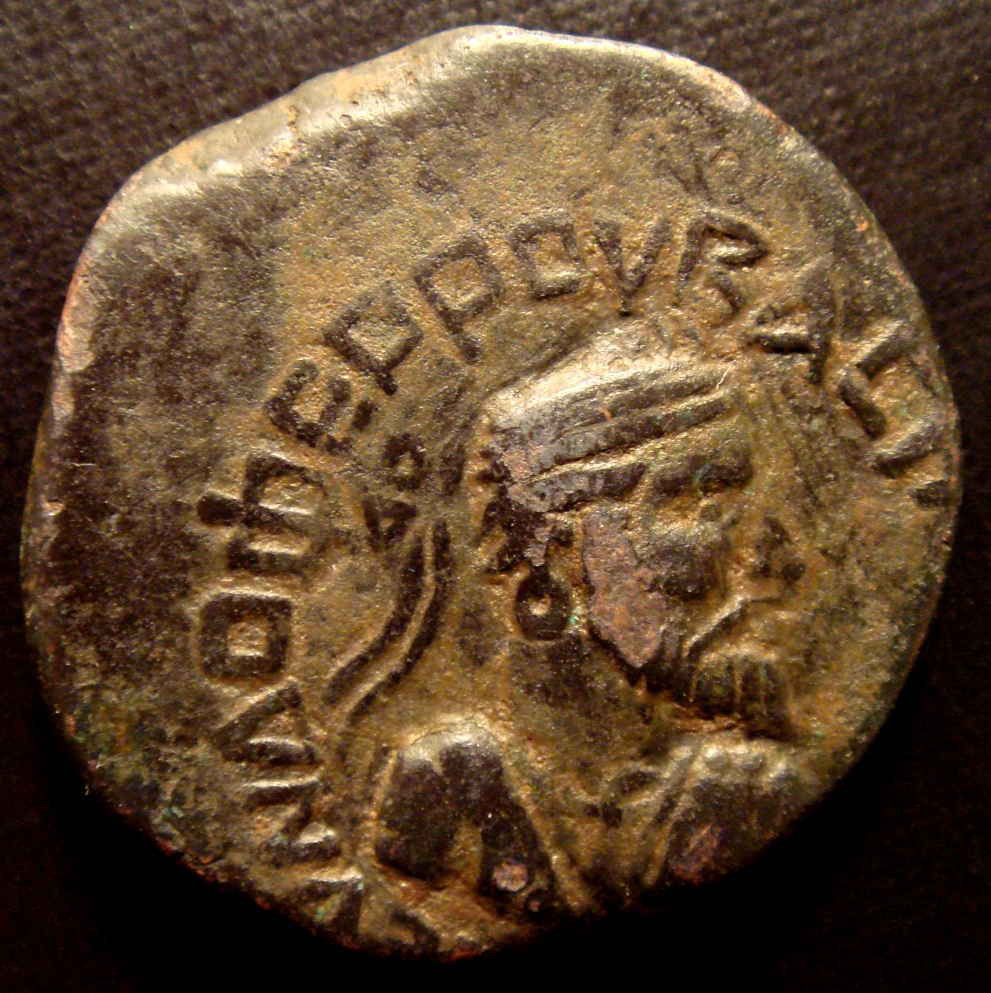
عملة تصور غوندوفاريس مؤسس المملكة الهندية بارثية، وتشير التقاليد إلى لقاءه مع توما الرسول.

بحسب التقليد السرياني فإن المسيحية وصلت إلى ما يعرف الآن بأفغانستان عن طريق نشاط توما، أحد تلامذة المسيح الإثنا عشر، حيث قام بناء سبع كنائس خلال فترة تواجده هناك. غير أن أقدم ذكر لهذا التقليد يعود إلى القرن السادس عشر. وبحسب كتاب أعمال توما الذي كتب بالرها بأوائل القرن الثالث فقد ذهب توما إلى منطقة نفوذ الملك الفارثي جندفارس الواقعة في باكستان حاليًا. بينما يصف عدة كتاب ومؤرخون مسيحيون توما الرسول برسول الهنود. يتحدث بارديسان في حوالي عام 196، عن تواجد المسيحيين في ميديا وفرثيا وباختر، ووفقًا لترتليان وهو من مواليد عام 160، كان هناك بالفعل عدد من الأساقفة داخل الإمبراطورية الفارسية بحلول عام 220. وبحلول وقت إنشاء الإمبراطورية الفارسية الثانية في عام 226، كان هناك أساقفة من كنيسة المشرق في شمال غرب الهند وأفغانستان وبلوشستان، إلى جانب عدد من الرهبان ورجال الدين ممن قاموا بالانخراط في النشاط التبشيري.
في عام 409 حصلت كنيسة المشرق والتي تسمى أحيانًا بالكنيسة النسطورية، اعترافًا من قبل يزدجرد بن سابور حاكم الإمبراطورية الساسانية (399-409)، والذي حكم أيضًا أراضي ما هو الآن أفغانستان من عام 224 حتى عام 579. في عام 424 حضر المطران أفريد من ساكاستان، وهي منطقة تقع في جنوب أفغانستان وتضم زارانج وقندهار، مجمع داديشو. وكان هذا المجمع من أهم مجامع كنيسة المشرق. كما أنه أشير في عام 424 إلى تأسيس أسقفية في هراة. وكانت هراة في القرن السادس متروبوليتان تابع للكنيسة المشرق، ومنذ القرن التاسع كان هراة أيضًا كرسي للكنيسة السريانية الأرثوذكسية. ويمكن رؤية أهمية المجتمع المسيحي في هراة في ذلك حتى اليوم هناك حي خارج المدينة اسمه إنجيل، وظلَّت الطائفة المسيحية حاضرة في هراة حتى 1310 على الأقل. وأنشأت كنيسة المشرق أسقفيات في تسع مدن في أفغانستان بما في ذلك هراة (424-1310)، وفراه (544-1057)، وزرنج (544)، وبوشانج (585)، وبادغيس (585) وقندهار وبلخ. وتوجد أيضًا أنقاض دير نسطوري من القرنين السادس والسابع على بعد مسافة قصيرة من بانج في طاجيكستان على الضفة الشمالية من أمو داريا وقريبة جدًا من الحدود الأفغانية، بالقرب من قندوز. تم اكتشاف المجمع من قبل علماء الآثار السوفياتيين في عام 1967. وهو يتألف من عشرات الغرف الصغيرة المنحوتة في تشكيل الصخور.

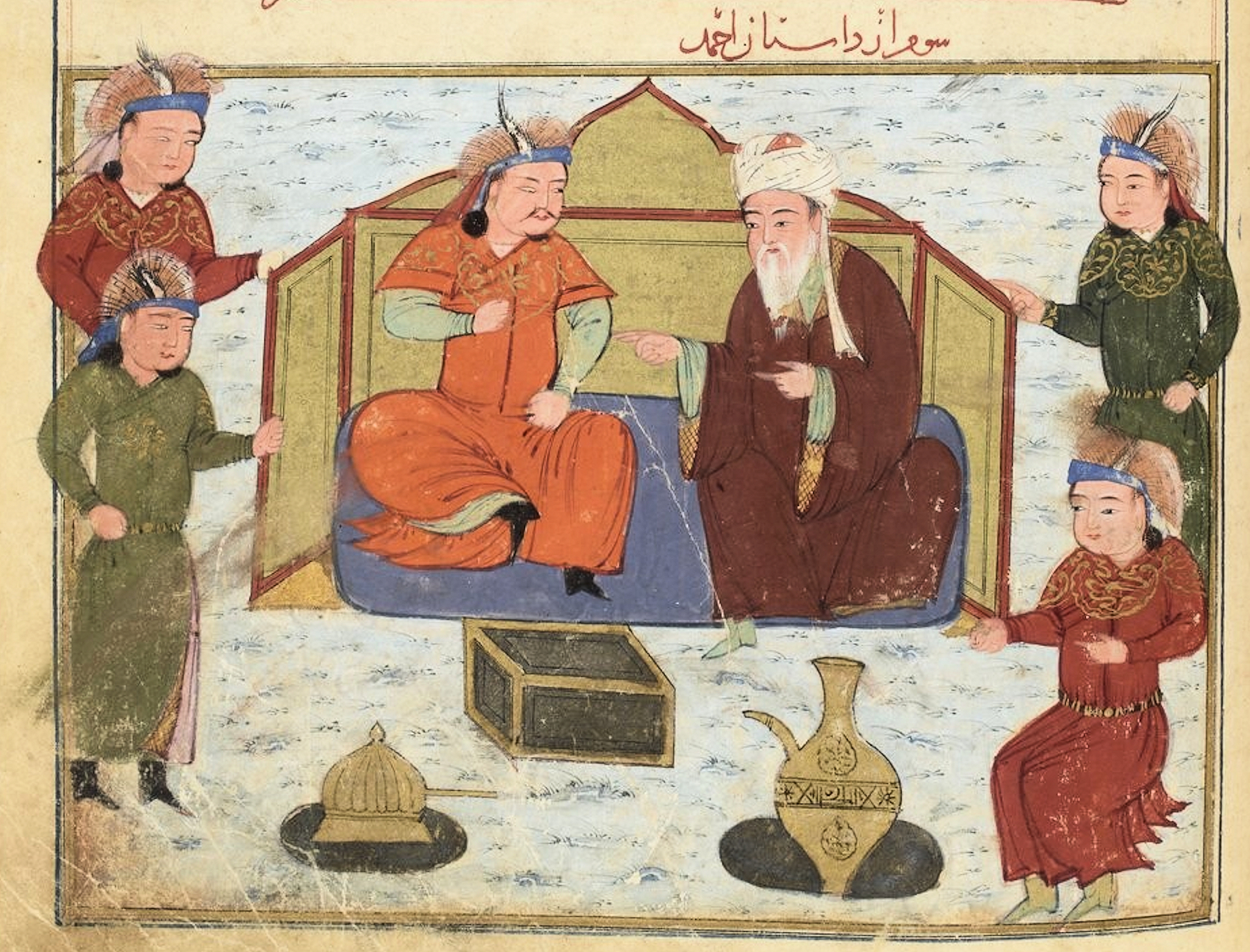
السلطان تكودار: وُلد في أسرة مسيحية نسطوريَّة.

بحلول القرن السابع حقق المونوفيزيين تقدمًا واضحًا في الإمبراطورية الساسانية على حساب كنيسة المشرق وذلك لعدة أسباب أهمها قيام خسرو الثاني بحرمان كنيسة المشرق من تعيين بطريرك لها. كما أدت الخلافات الداخلية لتحول العديد من أعيان كنيسة المشرق إلى الأرثوذكسية المشرقية فحصلوا على ترخيص ببناء كنائس لهم في أهم مركز كنيسة المشرق في مدينة نينوى وغيرها. ولعل من أهم من تحول من الديوفيزية إلى المونوفيزية طبيب البلاط الإمبراطوري غريغوريوس السنجاري فتبعته في ذلك الملكة شيرين، فازدادت قوة السريان الغربيين في البلاط. ولعل هذا الجو المشحون هو الذي دعا باباي الكبير أحد أهم لاهوتيي كنيسة المشرق إلى كتابة عقيدة الكنيسة لتلقينها للمتشاركين في مجادلة بين السريان المشارقة والمغاربة دعا لها خسرو الثاني بطلب من طبيبه غريغوريوس سنة 612. فأصبحت صيغة باباي الإيمانية لاحقًا أهم مصدر حول إيمان الكنيسة. وغالبًا ما لجأ الطرفان في ذروة النزاع إلى رشوة الحكام الفرس ومن ثم المسلمين للحصول على امتيازات على حساب الطرف الآخر كما يظهر من رسائل البطريرك يشوعيهب الثالث. ولقد اتسمت الكنيسة السريانية الأرثوذكسية في الشرق بطابع تبشيري مشابه لكنيسة المشرق فوصل تعداد أبرشياتها في الدولة الساسانية قبيل انهيارها إلى 31 أبرشية في العراق بالإضافة إلى أخرى في البحرين وخراسان وأفغانستان وغيرها. غير أنه ومع ذلك لم تصل إلى حجم وأهمية كنيسة المشرق في تلك الأنحاء.
أحمد تكودار، المعروف أيضًا باسم سلطان أحمد والذي حكم من عام 1282 حتى عام 1284. سلطان إلخاني. أخو السلطان أباقا خان. اسمه لدى مولده كان نيكولاس تيكودار خان. كان مسيحيًا يتبع كنيسة المشرق لأمه. تولى السلطة عام 1282 م، وبعد توليه إياها مباشرة، اعتنق الإسلام على يد نصير الدين الطوسي وأصبح اسمه أحمد تيكودر، وحول الإلخانية إلى سلطنة. واعتمدت الإمبراطورية الإلخانية في نهاية المطاف الإسلام كدين للدولة في عام 1295. وبدأت كنيسة المشرق بالوهن في البلاد بعد القرن الثالث عشر تحت ضغط الصراعات بين المنغول والصليبيين والمسلمين وأدت سلسلة اضطهادات شنها قادة الترك والمنغول الداخلين حديثا إلى الإسلام إلى انهيار المجتمعات المسيحية في آسيا الوسطى. وأدى الاضطهاد اللاحق خلال حكم حفيد تيمور أولوك بيج في عام 1409 حتى عام 1449 إلى محو بقايا هذه المجتمعات.

### القرن السادس عشر حتى التاسع عشر

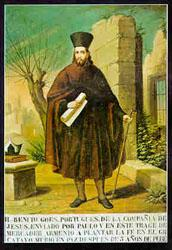
وصل المبشر اليسوعي بينتو دي غويس إلى الأراضي الأفغانيَّة في عام 1581 وعام 1582.

في عام 1581 وعام 1582 على التوالي، رحب السلطان المسلم جلال الدين أكبر بحرارة بالمبشرين اليسوعيين الإسباني مونتيسيرات والبرتغالي بينتو دي غويس، ووصل المبشران إلى الأراضي الإفغانيَّة لكن لم يكن هناك وجود دائم لليسوعيين في البلاد.
استقر التجار الأرمن في كَابُلْ في وقت مبكر من عام 1667 وكانوا على اتصال مع اليسوعيين في سلطنة مغول الهند. ومن غير الواضح ما إذا كان هؤلاء التجار الأرمن من المسيحيين ولكن وجودهم يقترح وجود طائفة أرمنية في كَابُلْ في القرن السابع عشر. وكان أمن كابول خاضعين تحت الولاية الكنسية للكنيسة الرسولية الأرمنية في نيو جلفة في أصفهان. وقد أرسلت الكنيسة الأرمنية في بلاد فارس الكهنة الأرمن إلى المجتمع الأرمني في كابول. ومع ذلك، لم يأتي أي كاهن أرمني بعد عام 1830. في 1755 أفاد المبشر اليسوعي إلى لاهور جوزيف تيفنثالر أن السلطان أحمد شاه بهادر نقل العديد من صانعي الأسلحة من الأرمن من لاهور إلى كابول. وبشر المبشر الأنجليكاني جوزيف وولف أحفاد الأرمن في كابول باللغة الفارسيَّة في عام 1832؛ من خلال حسابه بلغ عدد المجتمع الأرمني حوالي ثلاثة وعشرين شخصًا. وفي عام 1839 عندما وصل اللورد كين إلى كابول، عمد القس، ج. بيغوت، اثنين من الأطفال في الكنيسة الأرمنية. وتم تدمير مبنى الكنيسة الأرمنية بالقرب من بالا حصار خلال الحرب الإنجليزية الأفغانية الثانية من قبل القوات البريطانية؛ وتلقى المجتمع الأرمني تعويضًا من وزارة الخارجية البريطانية وشؤون الكومنولث عن خسارتهم، ولكن الكنيسة لم يتم بناؤها أبدًا. زار جيمس لويس أفغانستان في القرن التاسع عشر ووثق تفاعلاته مع أرمن أفغانستان خلال فترة وجوده في كابول وذكر أن المسلمون والأرمن كانوا يحضرون حفلات الزفاف بعضهم البعض، وتشاركوا في الأمور الصغيرة التي تنشأ في المجتمع. وكان الأرمن يقدمون الهدايا لجيرانهم الأفغان في نوروز أو يوم رأس السنة المحلية؛ واستقبلوا جيرانهم الأفغان في يوم عيد الميلاد. كما قال جيمس لويس أنه إذا حدث أن تزوج مسلم من امرأة أرمنية، قام الرجال الأرمن بجلب إناث مسلمات إلى عائلاتهم، وأدخلوهم في عقيدتهم. وبينما حُظر صنع أو بيع النبيذ في مدينة كابول، كان يُسمح للأرمن بصنعه واستخدامه على نطاق شخصي.
خلال الحرب الإنجليزية الأفغانية الأولى قام اثنان من كبار أعضاء الجالية الأرمنية في كابول بتزويد الجيش البريطاني بالعلف، وهي حقيقة لم تمر مرور الكرام، وبعد الانسحاب البريطاني عانى المجتمع الأرمني من اضطهاد متزايد وسُمح للكثيرين بالمغادرة إلى بلاد فارس أو الهند. ومع ذلك، بقيت ثلاث عائلات على الأقل في البلاد. كان المبشرون البريطانيون مهتمين باستخدام الجالية الأرمنية كقاعدة للقيام بالعمل التبشيري في كابول. ومع ذلك، أفاد المجتمع أنفسهم أنهم حولوا أفغانيًا واحدًا فقط إلى المسيحية.
في أواخر عام 1870، أظهرت التقارير البريطانية أن ثمانية عشرة مسيحياً أرمنياً ما زالوا يسكنون في كابول. وفي عام 1896 أرسل عبد الرحمن خان أمير أفغانستان، رسالة إلى الطائفة الأرمنية في كلكتا يطلب فيها إرسال عشرة أو اثني عشر أسرة أرمنية إلى كابول من أجل «تخفيف الشعور بالوحدة» لدى الأرمن في كابول لكن ظلت الأرقام تتضاءل. ومع ذلك لم يقبل أي من الأرمن في كلكتا العرض. وفي العام التالي، تم طرد بقايا الأرمن بعد رسالة من السلطان العثماني عبد الحميد الثاني إلى الحاكم الأفغاني والذي شكك فيه بولاء الأرمن. وقد لجأ الأرمن في كابول إلى بيشاور. ومن الجدير بالذكر أن هؤلاء اللاجئين حملوا معهم كتبهم الدينية ومخطوطاتهم القديمة. وذهب المطران الأرمني ساهاك أيفاديان إلى بيشاور في زيارة رعوية لهؤلاء الأرمن كذلك وذلك لدراسة الكتب والمخطوطات. ولدى عودته إلى كلكتا قدم بعض الكتب إلى مكتبة الكنيسة الأرمنية، والتي حصل عليها من اللاجئين.

### العصور الحديثة

#### القرن العشرين

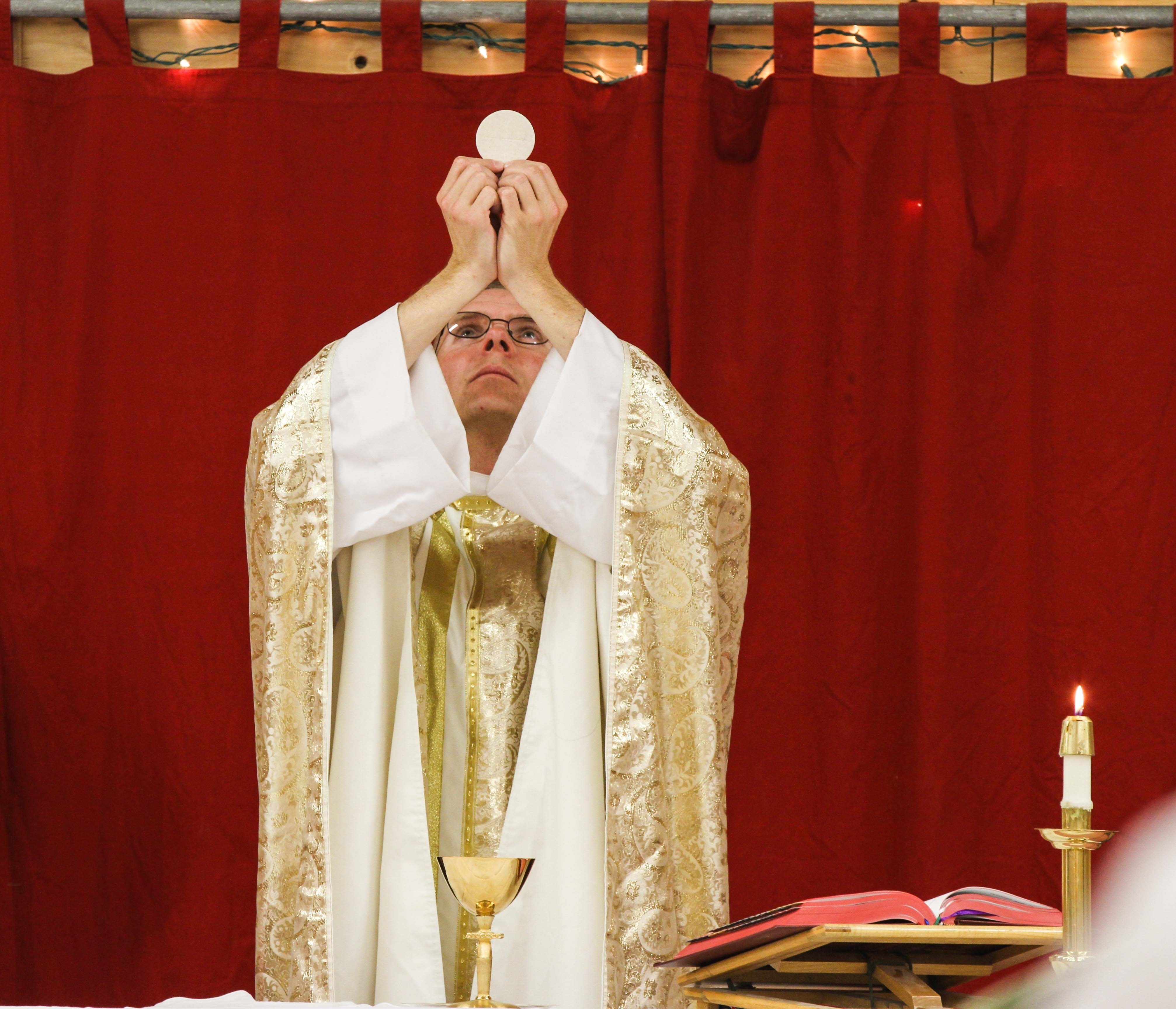
كاهن كاثوليكي يقوم بتأدية الطقوس الدينية خلال عيد الميلاد في مصلى راكاسان بولاية خوست.

الكنيسة الوحيدة المعترف بها قانونيًا في أفغانستان اليوم هي في السفارة الإيطالية. كانت إيطاليا أول دولة تعترف بإستقلال أفغانستان في عام 1919، وسألت الحكومة الأفغانية آنذاك كيف يمكنها أن تشكر إيطاليا. وطلبت روما الحق في بناء كنيسة كاثوليكية من أجل خدمة الفنيين الدوليين الذين يعيشون في العاصمة الأفغانية. وهناك بند منح إيطاليا الحق في بناء كنيسة داخل سفارتها أدرج في المعاهدة الإيطالية الأفغانية لعام 1921، وفي العام نفسه وصل رهبان البرنابيت إلى تقديم الرعاية الرعوية. وبدأ العمل الرعوي الفعلي في عام 1933. وفي 1950 تم الانتهاء من بناء كنيسة بسيطة من الإسمنت. جاء الكاهن جوزيبي موريتي لأول مرة إلى أفغانستان في عام 1977، وبقي حتى إطلاق النار عليه عندما تعرضت السفارة الإيطالية لهجوم في عام 1994 وأُجبِر على مغادرة البلاد ليعود إلى إيطاليا. وكان هذا الأخير القس الكاثوليكي الوحيد في البلاد من عام 1990 إلى عام 1994.، بعد عام 1994 كانت راهبات يسوع الصغرى العاملات الكاثوليكيات الوحيدات المسموح لهن بالبقاء في أفغانستان، وكانوا هناك منذ عام 1955، وكان عملهم معروفًا.
في عام 1959 زار الرئيس الأمريكي دوايت أيزنهاور أفغانستان. وكان المركز الإسلامي في واشنطن قد تم بناؤه مؤخرًا في واشنطن العاصمة للدبلوماسيين المسلمين هناك وطلب الرئيس ايزنهاور الإذن من الملك محمد ظاهر شاه ببناء كنيسة بروتستانتية في كابول على اساس المعاملة بالمثل لإستخدام السلك الدبلوماسي والجماعة المغتربة البروتستانتية في أفغانستان. ساهم المسيحيون من جميع أنحاء العالم في بنائه. وبُنيت الكنيسة في 17 مايو من عام 1970، ولكن تم تدمير مبنى الكنيسة في 17 يونيو من عام 1973. وفي اليوم نفسه استولى محمد داود خان على السلطة من ابن عمه وشقيق زوجته محمد ظاهر شاه وأعلن نفسه رئيسًا لجمهورية أفغانستان التي أنشئت حديثًا. ومنذ تدمير مبنى الكنيسة لم يؤذن مكان للعبادة للمسيحيين البروتستانت.
دعا البابا يوحنا بولس الثاني إلى «حل عادل» للحرب السوفيتية في أفغانستان في الثمانينيات من القرن العشرين. ذهب مسؤول من آخر حكومة مؤيدة للشيوعية محمد نجيب الله لرؤية جوزيبي موريتي في عام 1992 مع تصميم مركب صغير يضمن له الحصانة. إلا أن هذا اللقاء لم يُؤت أكله بسبب تفكك الوضع السياسي في أفغانستان، إذ تصاعدت الحرب الأهلية ووصلت طالبان إلى السلطة، فاضطر موريتي مرة أخرى للفرار لكنه عاد في وقت لاحق.

#### نظام طالبان (1996-2001)

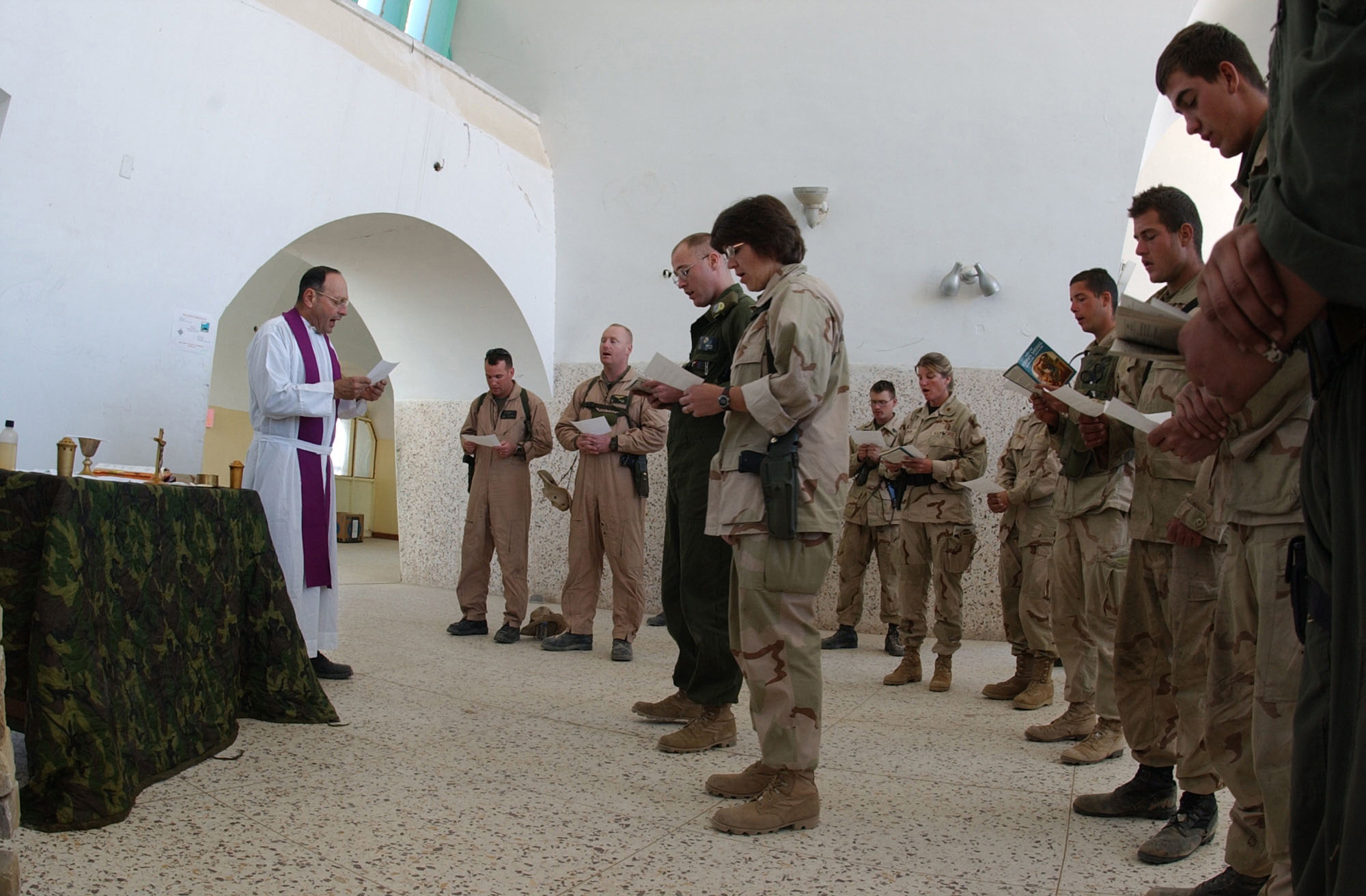
قائد قسيس البحرية الأمريكية جوزيف سكوردو يُؤدي قداسًا كاثوليكيًا لأفراد الجيش الأمريكي في قاعدة أمريكية في قندهار.

إمارة أفغانستان الإسلامية هي دولة إسلامية أفغانية، أسستها حركة طالبان، وهي الحاكم - بحكم الأمر الواقع - لأفغانستان. تأسست عام 1996 وكان يحكم أفغانستان الزعيم الروحي لحركة طالبان الملا محمد عمر، استمر حكمها لأفغانستان ستة سنوات إلى أن أسقطتها قوات التحالف عام 2001، وذلك بعد إنهيار برج التجارة العالمي في اليوم الحادي عشر من سبتمبر عام 2001. تعرض المسيحيون للاضطهاد بعد وصول طالبان إلى السلطة في منتصف التسعينيات من القرن العشرين. وبعد سقوط طالبان في عام 2001. عاش معظم المتحولين إلى المسيحية في مناطق حضرية، لذلك كان التهديد من طالبان ضئيلًا. في أغسطس من عام 2001 ألقي القبض على أربعة وعشرين عاملاً في منظمة «المأوى الآن» غير الحكومية. وكانت بنيت المؤسسة الخيرية منازل للاجئين والفقراء. وكان من ضمنهم ستة عشرة أفغانياً وثمانية من الغربيين. وقد أطلق سراح العمال في نهاية المطاف في نوفمبر من عام 2001. وكان من ضمن الغربيين ستة نساء ورجلين من ألمانيا والولايات المتحدة وأستراليا. وقد اتهم موظفو «المأوى الآن» بتحويل المسلمين الأفغان إلى المسيحية. في أعقاب أحداث 11 سبتمبر 2001، أرسلت خدمات الإغاثة الكاثوليكية الملابس والمواد الغذائية والفراش إلى اللاجئين العائدين والمشردين داخلياً، كما اشترت لوازم مدرسية للأطفال العائدين إلى المدرسة.
زاد عدد المتحولين إلى المسيحية مع تزايد الوجود الأمريكي بعد سقوط طالبان في عام 2001. يعيش معظم المسيحيين المتحولين في المناطق الحضرية، وبدأ العديد من المتحولين المسيحيين بالفرار من أفغانستان خصوصًا إلى الهند في عام 2005 تقريبًا، خشية أن تصبح هوياتهم علنية. وقدرت دراسة أجريت عام 2015 حوالي 3,300 مُسلم أفغاني تحول للمسيحية يعيش في البلاد.

#### ما بعد طالبان (2001-2021)

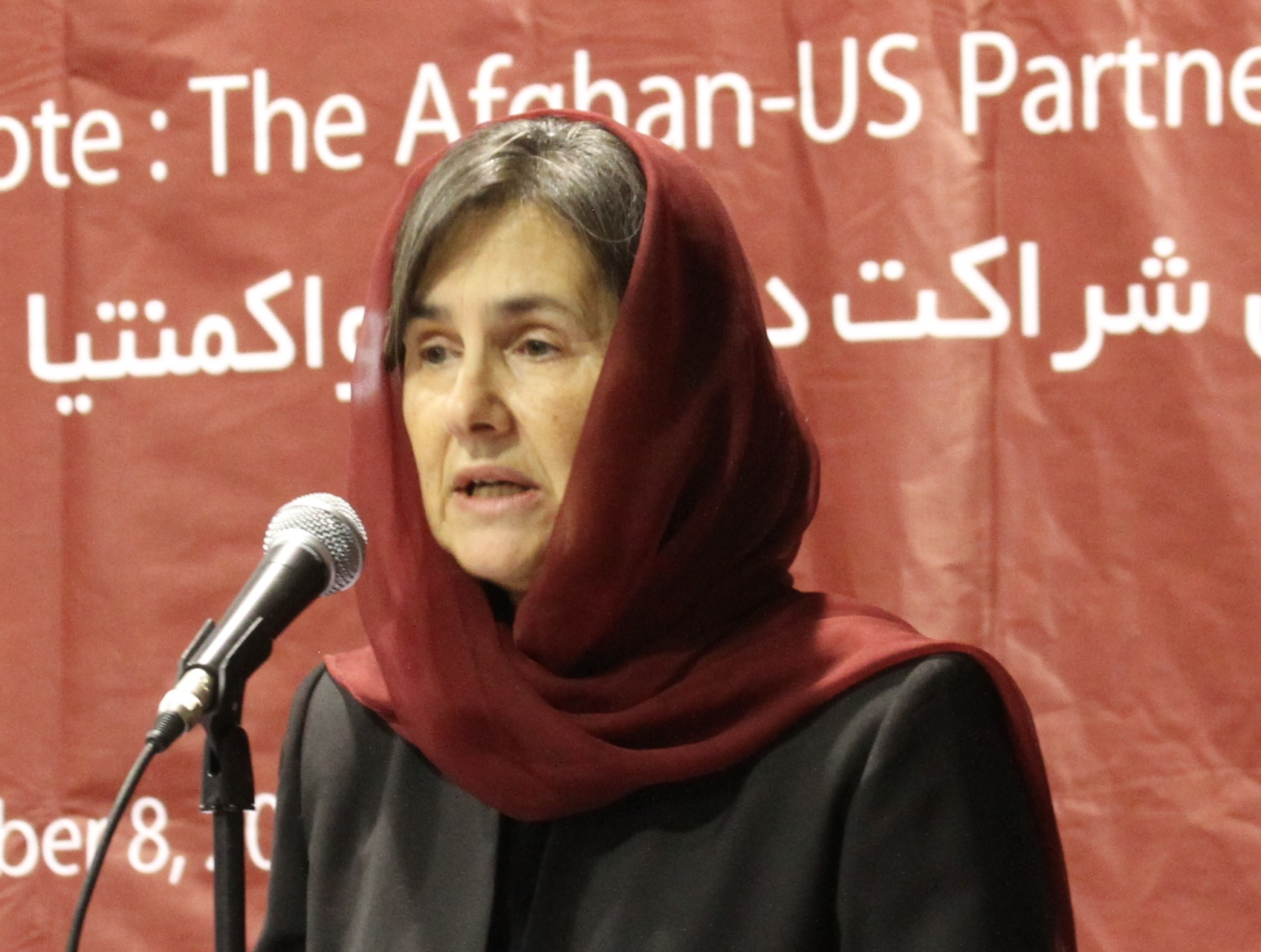
رولا غني هي السيدة الأولى السابقة لأفغانستان ووزوجة الرئيس الرابع عشر لجمهورية أفغانستان أشرف غني، وهي مسيحية مارونية.

طلب البابا يوحنا بولس الثاني من الأب موريتي العودة إلى أفغانستان مع سقوط طالبان. اُحتُفِل بالقداس الأول في 9 سنوات بتاريخ 27 يناير 2002 لأعضاء قوة الأمن الدولية ومختلف أعضاء الوكالات الأجنبية. في 16 مايو 2002، أُنشِئت بعثة كاملة الأهلية لكل أفغانستان. توجد كنيسة واحدة فقط عاملة في البلاد في السفارة الإيطالية في كابول. في عام 2002 اعتمدت أفغانستان قانوناً صحفياً جديداً يتضمن عقوبة ضد نشر «مسائل تتعارض مع مبادئ الإسلام أو الاعتداء على الأديان والطوائف الأخرى». وفي عام 2003 قال الملا داد الله أحد كبار قادة طالبان، إنهم سيواصلون القتال حتى يتم طرد «اليهود والنصارى وجميع الصليبيين الأجانب» من أفغانستان. وفي يناير من عام 2004 اعتمدت أفغانستان دستوراً جديداً ينص على حرية الجماعات الدينية غير المسلمة في ممارسة عقيدتها ويعلن أن الدولة ستلتزم بميثاق الأمم المتحدة والمعاهدات الدولية والإتفاقيات الدولية والإعلان العالمي لحقوق الإنسان. ومع ذلك، فإن الدستور لا ينص على حماية صريحة لحق الفرد في حرية الدين أو المعتقد لكل فرد، ولا سيّما للأفراد المسلمين، والغالبية الساحقة من سكان أفغانستان، أو الطوائف الدينية الأقلويَّة. وفي عام 2005 أظهر الرئيس حامد كرزاي احترامه للطائفة المسيحية من خلال حضور جنازة البابا يوحنا بولس الثاني. كما وقام حامد كرزاي بتهنئة البابا بنديكت السادس عشر على انتخابه. زار السفير البابوي في باكستان المجاورة أفغانستان في عام 2005 وعقد قداساً في كنيسة السفارة الإيطالية أمام حشد مكتظ، ويأمل المسؤولون الكاثوليك أن تكون العلاقات الدبلوماسية الرسمية والكنيسة الكاثوليكية العامة ممكنة في المستقبل.
في سبتمبر عام 2008، أصدر البرلمان الأفغاني قانوناً إعلامياً جديداً يحظر المصنفات والمواد التي تتنافى مع مبادئ الإسلام والأعمال والمواد التي تهاجم الأديان والطوائف الأخرى، ونشر الأديان غير الإسلامية. وفي أكتوبر 2008 أطلق رجلان على دراجة نارية النار على غايل ويليامز، وهي عاملة في مؤسسة المساعدة في خدمة أفغانستان المسيحية، خلال طريقها إلى العمل في كابول. وأعلن زبي الله مجاهد الناطق باسم حركة طالبان، مسؤوليته عن وفاة غايل ويليامز، وقال إنها قتلت «لأنها كانت تعمل لصالح منظمة كانت تبشر بالمسيحية في أفغانستان». وفي مايو عام 2009، تم الإعلان عن أن الجماعات المسيحية نشرت الكتاب المقدس باللغة البشتونيَّة واللغة الداريَّة، بهدف تحويل الأفغان من الإسلام إلى المسيحية. وتم إرسال الأناجيل إلى الجنود في قاعدة بغرام الجوية. وتقول السلطات العسكرية الأميركية إن توزيع الكتاب المقدس ليس سياسة رسمية.

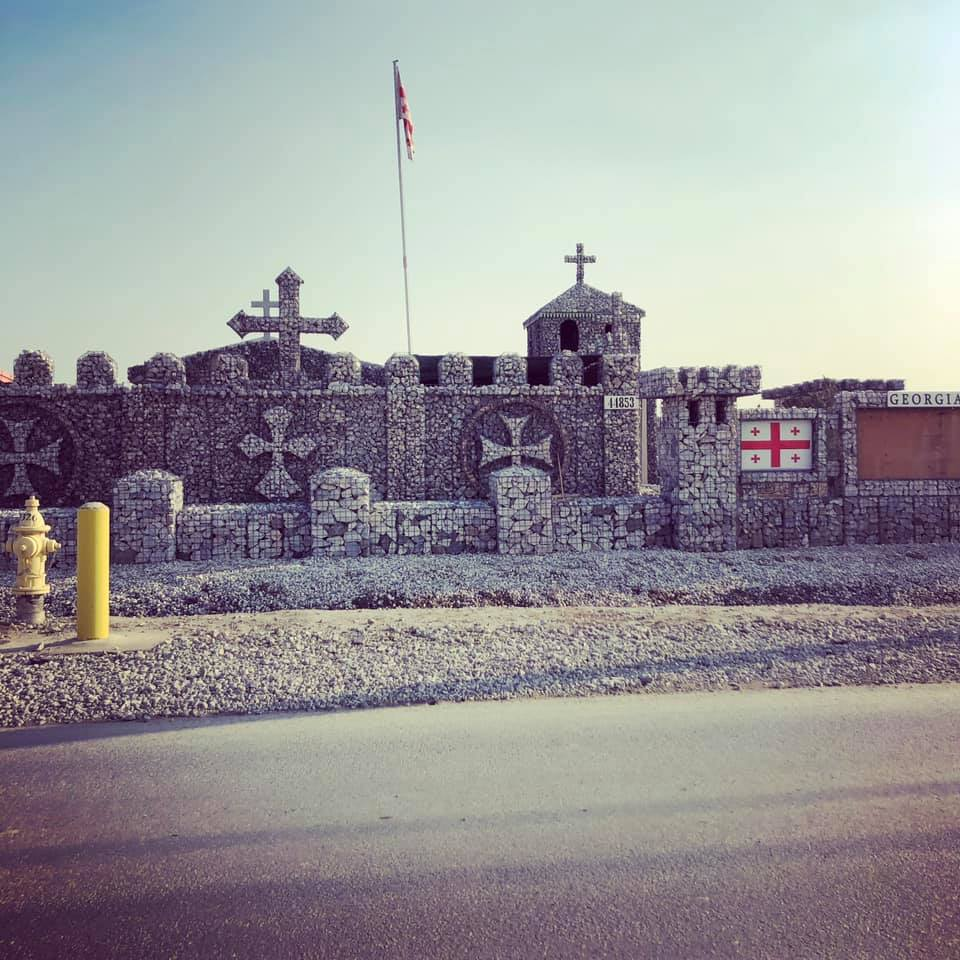
كنيسة جورجية أرثوذكسية في باغرام.

في مارس عام 2010، تم تدمير المباني المتبقية حيث كانت الكنيسة البروتستانتية التي بنيت عام 1970. وكانت المباني المسيحية تستخدم بشكل غير رسمي من قبل المجتمع المسيحي الدولي كمكان للاجتماع. وفي 5 أغسطس من عام 2010، قُتل عشرة من أفراد من فريق معسكر عين نورستان التابع لبعثة المساعدة الدولية المسيحية في منطقة كوران ومونجان بولاية بدخشان. وقد هوجم الفريق أثناء عودته من ولاية نورستان إلى كابول. وقد نجا أحد أعضاء الفريق وقتل بقية الفريق على الفور. وكان من بين القتلى ستة أمريكيين واثنين من الأفغان وبريطاني وألماني. وقد أعلن كل من الحزب الإسلامي وحركة طالبان في البداية مسؤوليتهما عن الهجوم، متهماً الأطباء بالتبشير والتجسس. وندد زعماء طالبان في وقت لاحق بهذه الإدعاءات في نورستان وبادخشان، وذكروا أنهم تأكدوا أن القتلى من العاملين في مجال الإغاثة الحسنة النية، وأدانوا القتل وقدموا تعازيهم لأسر القتلى. وكان الهجوم أكثر الهجمات دموية على العاملين في مجال المعونات الأجنبية في حرب أفغانستان.
في 9 أغسطس من عام 2010، ألقي القبض على اثنين من العاملين في مجال المعونة الأفغانية واثنين من العاملين في مجال الإغاثة بسبب الوعظ بالمسيحية في مقاطعة هيرات الغربية. وتم ترحيل اثنين من العاملين بالمنظمات غير الحكومية من البلاد، وتم احتجاز الأفغان لفترة أطول. في عام 2014 أشرف غني منصب ترأس الرئيس الرابع عشر لجمهورية أفغانستان، انتخب رئيسًا لأفغانستان في 21 سبتمبر 2014 واستقال في 15 أغسطس 2021، وكانت رولا غني زوجة أشرف غني السيدة الأولى السابقة لأفغانستان، مسيحية مارونية من أصول لبنانية. في عام 2016 قام جنود من قوات جورجيون من قوات التحالف ببناء كنيسة جورجية أرثوذكسية في طريق مطار باغرام، وتم بناء الكنيسة باستخدام المواد المُتاحة في المنطقة، ومعظمها من الحجر والحصى. ومنذ عام 2017 شهدت دول أوروبية مختلفة زيادة في أعداد اللاجئين الأفغان الذين تحولوا إلى المسيحية.

#### إمارة أفغانستان الإسلامية
عادت طالبان إلى السلطة، وأعادت تأسيس الإمارة الإسلامية في 19 أغسطس 2021 بعد انتهاء هجوم طالبان عام 2021 وسقوط كابول، بعد إعلان انسحاب القوات الأمريكية من الحرب في أفغانستان، ومنذ ذلك الحين سيطرت بحكم الواقع على معظم أنحاء البلاد. ومع إعادة تأسيس الإمارة الإسلامية في 19 أغسطس 2021 بعد انتهاء هجوم طالبان عام 2021 وسقوط كابول، أشارت تقارير إلى تخوفات المجتمع المسيحي الصغير من الاضطهاد. وشاركت منظمة مسيحية غير ربحية في إجلاء عائلة مكونة من ثمانية مسيحيين من كابول، وجميعهم تحولوا من الإسلام إلى المسيحية. وأشار تقرير إلى حث زعيم مسيحي في أفغانستان المجتمع الأفغاني المسيحي على الابتعاد عن الأنظار والبقاء في المنزل لتجنب استهداف مقاتلي طالبان، حيث أن معظم المسيحيين في أفغانستان تحولوا من الإسلام إلى المسيحية حسبما قالت جماعة مقرها الولايات المتحدة تراقب اضطهاد المسيحيين على مستوى العالم. ويعيش أعضاء الكنيسة السرية تحت الأرض في أفغانستان في خوف وعدم يقين منذ أن استولى مقاتلو طالبان على العاصمة كابول وسيطروا على البلاد في 15 أغسطس عام 2021، حسب منظمة إنترناشونال كريستيان كونسيرن. لجنة الولايات المتحدة للحرية الدينية الدولية عام 2020 عدد معتنقي المسيحية في أفغانستان بين 10,000 إلى 12,000 شخص، وقد طرحت في الولايات المتحدة قضية إجلاء المسيحيين من أفغانستان، علماً أن المتحدث باسم طالبان، إنعام الله سمنكاني، ينكر وجود أقلية محلية مسيحية في البلاد.

## الطوائف المسيحية

### الكاثوليكية

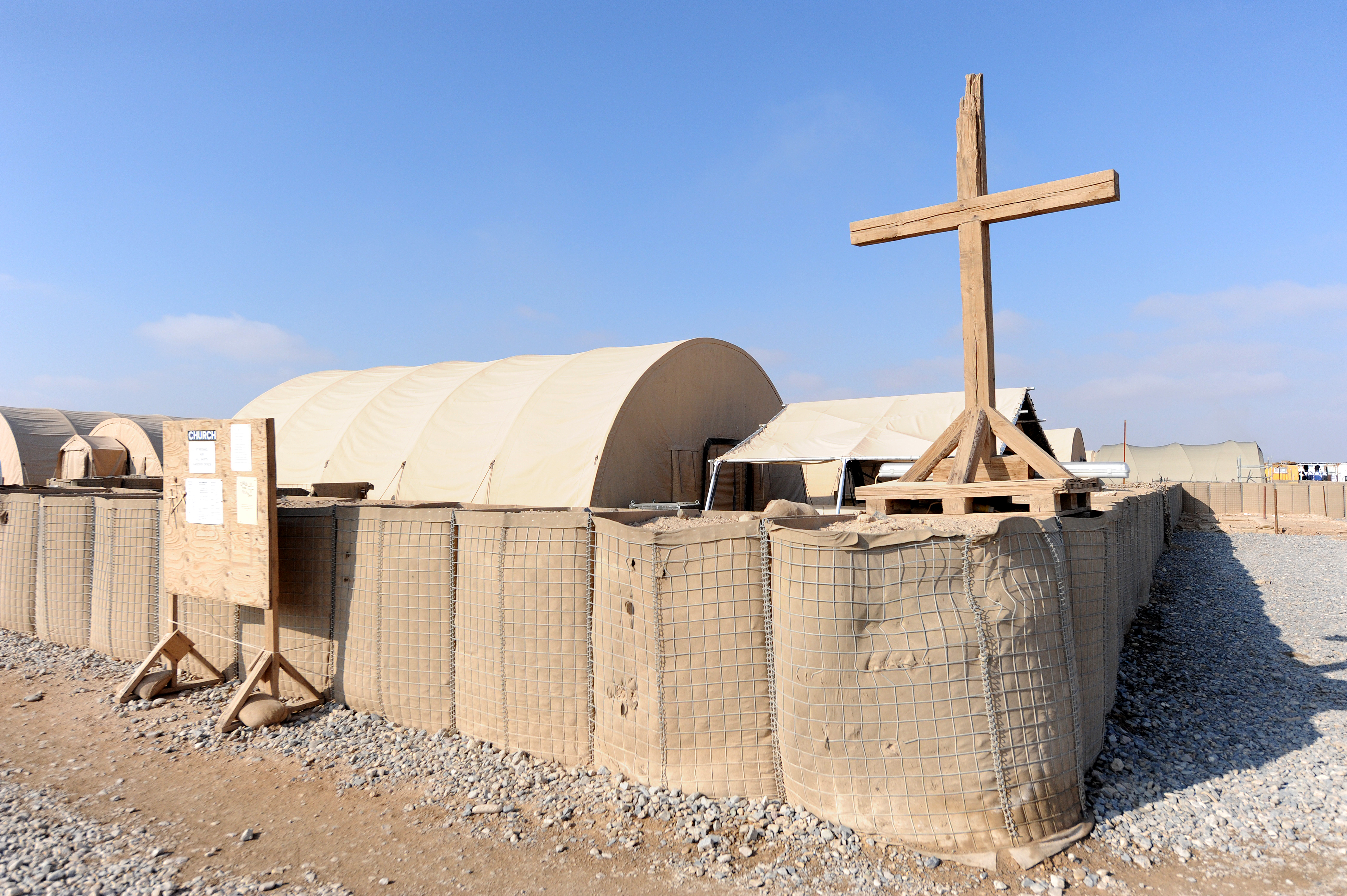
الكنيسة في مخيم باستيون، الكنيسة مخصصة لقوات قوات المساعدة الدولية لإرساء الأمن في أفغانستان من أجل العبادة.

الكنيسة الكاثوليكية الأفغانيَّة هي جزء من الكنيسة الكاثوليكية العالمية في ظل القيادة الروحية للبابا في روما. تضم البلاد عدد قليل جداً من الكاثوليك في هذا البلد المسلم، حيث يحضر أكثر من 200 شخص القداس في الكنيسة الكاثوليكيَّة الوحيدة، وكان من الصعب الحصول على حرية الدين في الآونة الأخيرة، وخاصةً في ظل نظام طالبان السابق. لم يكن هناك وجود روماني كاثوليكي متواصل في أفغانستان حتى القرن العشرين. في عام 1921 سُمح للسفارة الإيطالية في كابل ببناء الكنيسة الأولى والقانونية الكاثوليكية لخدمة الأجانب العاملين في العاصمة، ولكنها ليست مفتوحة للمواطنين المحليين. وفي 16 مايو من عام 2002، أنشأ البابا يوحنا بولس الثاني بعثة في أفغانستان، وفي عام 2004 وصل مبعوثو الخيرية إلى كابول للقيام بأعمال إنسانية. يُذكر أن السيدة الأولى السابقة رولا غني وزوجة الرئيس الرابع عشر لجمهورية أفغانستان أشرف غني هي مسيحية مارونية.
تتشكَّل الجالية الكاثوليكية في أفغانستان بشكل أساسي من الأجانب، وخاصةً من عمال الإغاثة، ومن غير المعروف تعداد المواطنين الأفغان الكاثوليك، ويرجع ذلك أساساً إلى ضغوط اجتماعية وقانونية كبيرة لعدم التحول إلى ديانات غير الإسلام. تحول بعض الأفغان إلى ديانات أخرى في الخارج لكنهم يُبقون ذلك سراً عندما يعودون إلى بلادهم. واتُهمت مجموعتان مسيحيتان هما خدمة الكنيسة العالمية وإغاثة الكنيسة النرويجية بالتبشير أثناء قيامهما بأعمال الإغاثة في أفغانستان وهو ما أنكرته واحتج على إثر ذلك 1,000 من الأفغان في مزار شريف وأحرقوا صورة البابا.
أثارت قضية عقوبة الإعدام على مواطن أفغاني يدعى عبد الرحمن بسبب تحوله للديانة المسيحية على المذهب الكاثوليكي سنة 2006، ضجًة عالميّة وضغط مكثف من الحكومات الغربية منها الولايات المتحدة، بريطانيا وفرنسا وكندا وهولندا والنمسا والدنمارك وألمانيا فضلًا عن منظمة الأمم المتحدة والاتحاد الأوروبي من أجل إطلاق صراح المتنصّر عبد الرحمن، وانتهت القضية بعدما وصل عبد الرحمن إيطاليا بعد أن عرضت عليه الحكومة الإيطالية اللجوء.
ويُخدَم أعضاء الجيوش الأجنبية (خاصة في بعثة حلف شمال الأطلسي) من طرف القساوسة الموجودين داخل وحداتهم. في عام 2009، وصل 17,000 جندي من الولايات المتحدة إلى شرق أفغانستان وخُدِموا من قبل ستة كهنة كاثوليك بما فيهم قساوسة كاثوليك من بلدان أخرى. تحتوي بعض القواعد على قداس أسبوعي في حين يكون القداس لدى أصحاب المناصب البعيدة كل 60 إلى 90 يوماً فقط.

### البروتستانتية
معظم الأفغان المحليين هم من أتباع الكنائس البروتستانتية، وذلك على الرغم جمهورية أفغانستان الإسلامية لا تعترف بوجود المواطنين الأفغان المسيحيين، ولا يسمح قانونيًا للمواطنين الأفغان على اعتناق المسيحية. تذكر العديد من المصادر أن هناك كنيسة سريّة تحت الأرض تتكون من مسيحيين أفغان محليين (وهم من خلفية إسلاميّة) والذين يعيشون في أفغانستان. وذكرت وزارة الخارجية الأمريكية أن تقديرات حجم هذه المجموعة يترواح ما بين 500 إلى 8,000 شخص. وبحسب دراسة نشرتها جامعة بايلور وتعود إلى عام 2015 حوالي 3,300 مواطن مُسلم أفغاني تحول إلى المسيحية. في حين قدرت لجنة الولايات المتحدة للحرية الدينية الدولية عام 2020 عدد معتنقي المسيحية في أفغانستان بين 10,000 إلى 12,000 شخص. يتوفر الكتاب المقدس كاملًا على شبكة الإنترنت في اللغة الدارية، والعهد الجديد متاح في لغة البشتون. ويمكن أيضا إصدار مطبوعات يمكن شراؤها خارج البلاد. هناك عدد من مجتمعات المسيحيين الأفغان التي تتواجد خارج البلاد، بما في ذلك المجتمعات المسيحية الأفغانية في الولايات المتحدة، والمملكة المتحدة، وكندا، والنرويج والنمسا.

## الاضطهاد

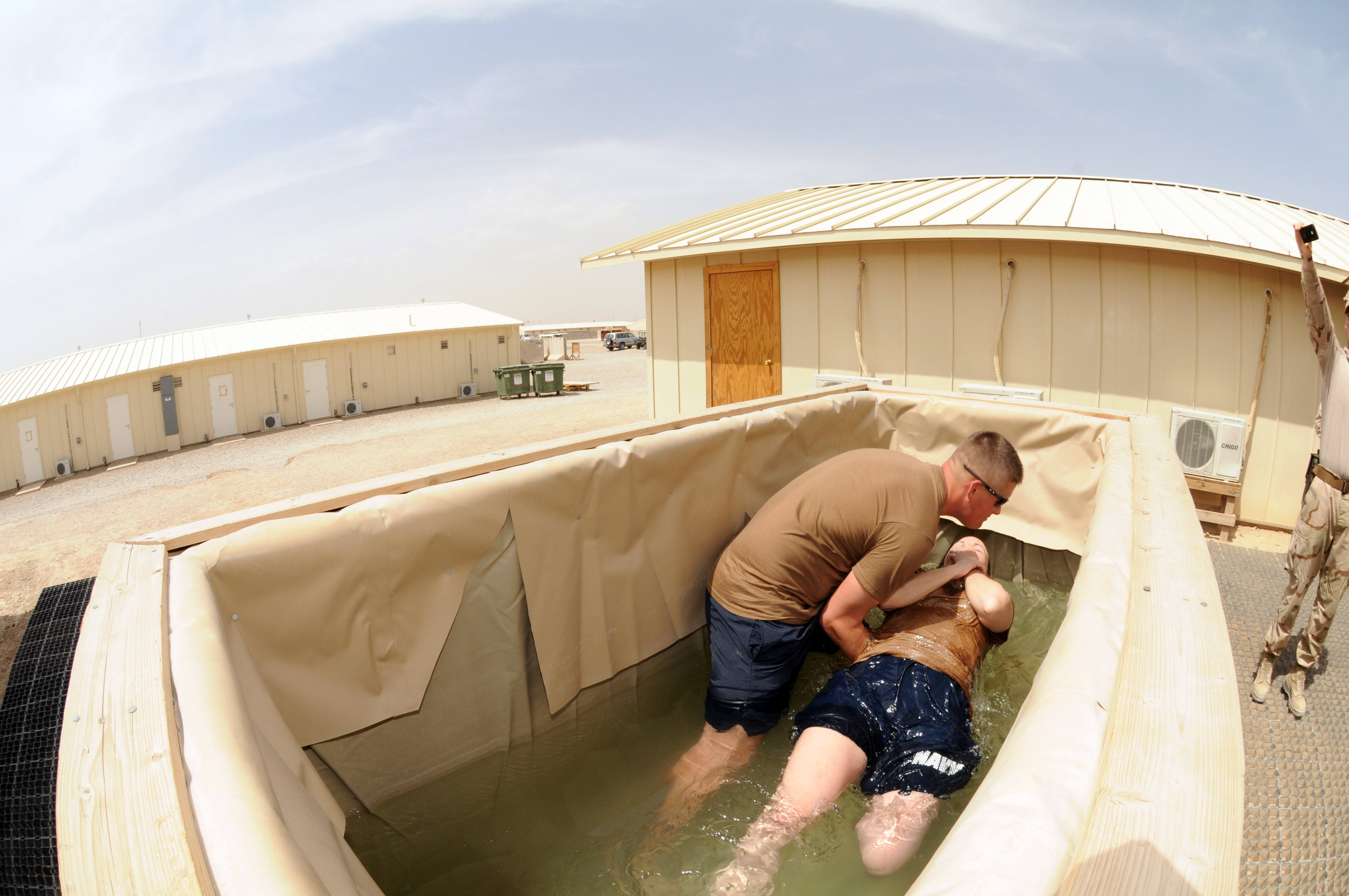
ممارسة طقس المعمودية في مصلى راكاسان خلال عيد القيامة في عام 2013.

إمارة أفغانستان الإسلامية هي دولة إسلامية أفغانية، أسستها حركة طالبان، وهي الحاكم - بحكم الأمر الواقع - لأفغانستان. تأسست عام 1996 وكان يحكم أفغانستان الزعيم الروحي لحركة طالبان الملا محمد عمر، استمر حكمها لأفغانستان ستة سنوات إلى أن أسقطتها قوات التحالف عام 2001، وذلك بعد إنهيار برج التجارة العالمي في اليوم الحادي عشر من سبتمبر عام 2001. عادت طالبان إلى السلطة، وأعادت تأسيس الإمارة الإسلامية في 19 أغسطس 2021 بعد انتهاء هجوم طالبان عام 2021 وسقوط كابول، بعد إعلان انسحاب القوات الأمريكية من الحرب في أفغانستان، ومنذ ذلك الحين سيطرت بحكم الواقع على معظم أنحاء البلاد.
تعرض المسيحيون للاضطهاد بعد وصول طالبان إلى السلطة في منتصف التسعينيات من القرن العشرين. وبعد سقوط طالبان في عام 2001. عاش معظم المتحولين إلى المسيحية في مناطق حضرية، لذلك كان التهديد من طالبان ضئيلًا. ومع إعادة تأسيس الإمارة الإسلامية في 19 أغسطس 2021 بعد انتهاء هجوم طالبان عام 2021 وسقوط كابلل، أشارت تقارير إلى تخوفات المجتمع المسيحي الصغير من الاضطهاد. وشاركت منظمة مسيحية غير ربحية في إجلاء عائلة مكونة من ثمانية مسيحيين من كابول، وجميعهم تحولوا من الإسلام إلى المسيحية. وأشار تقرير إلى حث زعيم مسيحي في أفغانستان المجتمع الأفغاني المسيحي على الابتعاد عن الأنظار والبقاء في المنزل لتجنب استهداف مقاتلي طالبان، حيث أن معظم المسيحيين في أفغانستان تحولوا من الإسلام إلى المسيحية حسبما قالت جماعة مقرها الولايات المتحدة تراقب اضطهاد المسيحيين على مستوى العالم. ويعيش أعضاء الكنيسة السرية تحت الأرض في أفغانستان في خوف وعدم يقين منذ أن استولى مقاتلو طالبان على العاصمة كابول وسيطروا على البلاد في 15 أغسطس عام 2021، حسب منظمة إنترناشونال كريستيان كونسيرن.

### العنف ضد المسيحيين
زعمت حركة طالبان عدة مرات بين عام 2008 وعام 2012 أنها اغتالت العاملين الطبيين أو العاملين في مجال الإغاثة الغربيين والأفغان في أفغانستان، إما خوفًا من تطعيم الأطفال ضد شلل الأطفال، أو للاشتباه في أن «العاملين الطبيين» كانوا في الحقيقة جواسيس، أو للاشتباه بهم بالتبشير بالمسيحية.
في 19 يوليو من عام 2007، ألقي القبض على ستة وعشرين من المبشرين الكوريين الجنوبيين واحتجزوا كرهائن من قِبل أفراد حركة الطالبان أثناء مرورهم عبر ولاية غزني. وتم إعدام رهينتين قبل التوصل إلى اتفاق بين طالبان وحكومة كوريا الجنوبية. وقد تم القبض على المجموعة المكونة من ستة عشر امرأة وسبعة رجال أثناء سفرهم من قندهار إلى كابل بالحافلة في مهمة لرعاية كنيسة سايمول المشيخية. ومن بين الرهائن الستة والعشرين الذين تم أسرهم، تم إعدام رجلين هما باي هيونج جيو والذي كان يبلغ من العمر 42 عاماً، وشيم سيونج مين والذي كان يبلغ من العمر 29 عاماً، وذلك في يوم 25 ويوم 30 يوليو من عام 2007، على التوالي. وفي وقت لاحق، مع إحراز تقدم في المفاوضات، تم الإفراج عن امرأتين هما كيم غيونغ جا وكيم جي نا في 13 أغسطس وتم الإفراج عن بقية الرهائن التسعة عشرة الباقين في يوم 29 ويوم 30 أغسطس.
في أغسطس عام 2008، قُتلت ثلاث نساء غربيات (بريطانية وكندية وأمريكية) يعملن في مجموعة المساعدة الإنسانية «لجنة الإنقاذ الدولية» في كابول، وزعمت طالبان أنها قتلتهم لأنهم جواسيس أجانب. وفي أكتوبر عام 2008، قُتلت البريطانية جايل ويليامز والتي كانت تعمل في مؤسسة خيرية مسيحية بريطانية تُركز على تدريب وتعليم المعوقين بالقرب من كابول. وزعمت طالبان أنهم قتلوها لأن منظمتها «كانت تبشر بالمسيحية في أفغانستان». وطوال عام 2008 حتى أكتوبر، قُتل 29 عامل إغاثة، خمسة منهم غير أفغان، في أفغانستان.
في أغسطس عام 2010، زعمت حركة طالبان أنها قتلت عشرة عمال إغاثة طبية كانوا يمرون عبر ولاية بدخشان في طريقهم من كابول إلى ولاية نورستان، وقامت أيضاً الحزب الاسلامى قلب الدين بإعلان مسؤوليتها عن عمليات القتل هذه. وكان الضحايا ستة أمريكيين وبريطاني وألماني وأفغانيان يعملون لصالح منظمة مسيحية لا تهدف للربح تسمى «بعثة المساعدة الدولية». قالت طالبان إنها قتلتهم بسبب التبشير بالمسيحية، بعد أن تمت ترجمة الأناجيل إلى اللغة الدرية في حوزتهم عندما تمت مصادفتهم، وقالت «بعثة المساعدة الدولية» بعد ذلك أنهم «لم يكونوا مبشرين».

### اضطهاد المتحولين إلى المسيحية
إزداد عدد المتحولين من الإسلام إلى المسيحية مع تزايد الوجود الأمريكي بعد سقوط طالبان في عام 2001. يعيش معظم المسيحيين المتحولين في المناطق الحضرية، وبدأ العديد من المتحولين المسيحيين بالفرار من أفغانستان خصوصًا إلى الهند في عام 2005 تقريبًا، خشية أن تصبح هوياتهم علنية. وقدرت دراسة أجريت عام 2015 حوالي 3,300 مُسلم أفغاني تحول للمسيحية يعيش في البلاد. ومنذ عام 2017 شهدت دول أوروبية مختلفة زيادة في أعداد اللاجئين الأفغان الذين تحولوا إلى المسيحية.
في فبراير من عام 2006، ألقي القبض على مسيحي أفغاني، يُدعى بعبد الرحمن وهو من مواليد عام 1965، وواجه عقوبة الإعدام من أجل التحول من الإسلام إلى المسيحية على المذهب الكاثوليكي. وفي 26 مارس 2006، وفي ظل الضغوطات الشديدة من قِبل الحكومات الأجنبية مثل الاتحاد الأوروبي وألمانيا وأستراليا والنمسا والدول الإسكندنافية وكندا وفرنسا وإيطاليا وهولندا والمملكة المتحدة والولايات المتحدة والفاتيكان بالإضافة إلى الأمم المتحدة وحلف شمال الأطلسي، اضطرت المحكمة إلى إعادة قضيته إلى المدعين العامين، مشيرة إلى «ثغرات في التحقيق» والشك في أنه «غير متوازن عقليًا». وعبر الرئيس الأميركي جورج بوش المعروف عن «قلقه الشديد» إزاء مصير عبد الرحمن، وقال المتحدث باسم البيت الأبيض سكوت ماكليلان «هذه القضية تُشكل انتهاكاً واضحاً للحريات الغالية على قلوب الديمقراطيين في العالم»، وقالت أورسولا فون دير لاين التي تتولى بلادها الرئاسة الدورية للاتحاد الأوروبي إنها ستبذل جهدها «لحماية الحقوق الأساسية لعبد الرحمن وإنقاذ حياته». بعث البابا بندكت السادس عشر برسالة إلى الرئيس الأفغاني حامد كرزاي يدعوه فيها إلى استخدام الرأفة مع عبد الرحمن. وأُفرج عن عبد الرحمن من السجن ليعود إلى عائلته ليلة 27 مارس من نفس العام. وفي 29 مارس، وصل عبد الرحمن إلى إيطاليا بعد أن عرضت الحكومة الإيطالية عليه اللجوء. وقدرت بي بي سي أن العديد من أفراد الشعب الأفغاني يؤيدون إعدام عبد الرحمن، رغم أنها لم تٌقدر ما إذا كان هؤلاء يمثلون الأغلبية.
في يونيو من عام 2010، عرضت قناة نورين التلفزيونية، وهي قناة تلفزيونية أفغانية، لقطات لرجال يقومون بتلاوة صلاة مسيحية باللغة الداريَّة. وقالت القناة التلفزيونية ان الرجال كانوا أفغان قد اعتنقوا المسيحية. وقد علقت وكالتان إنسانيتان هما منظمة المعونة الكنسيَّة النرويجيَّة والخدمة الكنسيَّة للولايات المتحدة بعد أن اقترح في هذا التقرير أنهم حولوا المسلمين الأفغان إلى المسيحية. وفي وقت لاحق أكد تلفزيون نورين أنه لم يكن هناك دليل ضد الوكالتين، وأنه تم تسميتهما بسبب كلمة «الكنيسة» بأسمائهم. أثار التقرير احتجاجات مناهضة للمسيحيين في كابول ومزار شريف. كما وأثار ضجة في البرلمان، حيث دعا عبد الستار خواسي وهو نائب في مجلس النواب، إلى القبض على المسلمين المتحولين إلى المسيحية، في حين قال القاضي نازير احمد، أنَّ قتل المسلم المتحول للمسيحية «ليس جريمة». وكان أحد الرجال الذين عُرضوا في التقرير يدعى سعيد موسى، وهو من بين 25 مسيحياً اعتقلوا، وهو عامل في الصليب الأحمر الأفغاني، حُكم عليه بالإعدام في وقت لاحق بسبب اعتناقه المسيحية.
في نوفمبر من عام 2010 حُكم على شعيب أسعد الله الموسوي، بالسجن في مدينة مزار شريف الشمالية بعد اتهامه بإعطاء العهد الجديد لصديقاً له، ثم المساعدة في تحوله للمسيحية. وتم الإفراج عن شعيب أسعد الله من السجن في 30 مارس من عام 2011، وفي 14 أبريل من عام 2011 تلقى جواز سفر وغادر أفغانستان. وفي فبراير من عام 2011 تم الإفراج عن سعيد موس بعد أن تم سجنه لمدة تسعة أشهر بسبب تحوله إلى المسيحية.

## الحضور في المجتمع

### المؤسسات الخيرية
تشمل مشاريع البعثة الجديدة التابعة للكنيسة الرومانية الكاثوليكية «مدرسة السلام» لحوالي 500 طالب بدأوا البناء في أغسطس 2003 وفقاً «للمعايير الأوروبية». كما تعمل ثلاث راهبات مع أولئك الذين يعانون من إعاقات ذهنية في العاصمة ويعلمن من يعانون من الشلل الدماغي كيفية الذهاب إلى المرحاض وكيفية تناول الطعام بأنفسهم. مرَّت المجموعة الصغيرة بفترة أزمة أثناء اختطاف كليمنتينا كانتوني وهي عضو في هيئة كير الدولية في 17 مايو 2005 من قبل أربعة مسلحين في كابول بينما كانت في طريقها إلى سيارتها. جعلت راهبات من مبشري الأعمال الخيرية منزلهن مركزاً خيرياً في 9 مايو 2006 وبدأن بالفعل في استقبال أطفال الشوارع. كانت هناك مخاوف من أن رداءهن ذو اللونين الأزرق والأبيض المُميَّز سيجعلهن يبرزن ويتعرضن للمضايقة من قبل المسلمين، لكن تم التعامل مع معهدهن بشكل محترم بشكل عام. كما تقدمت خدمات الإغاثة اليسوعية بطلب للانضمام إلى العدد المتزايد من المعاهد الدينية في البلاد، وقد افتتحت خدمات اللاجئين اليسوعية مؤخراً مدرسة فنية في هراة لحوالي 500 طالب من بينهم 120 فتاة.

## مواقع خارجية
- Bible in Dari
- New Testament in Pashto
- Watandar